# Стадион Сао Жануарио
Стадион Сао Жануарио (порт. Estádio São Januário), је био стадион у Рио де Жанеиро, Бразил. Изграђен је 1917. године, власништво фудбалског клуба Васко да Гама и кориштен за Првенство Јужне Америке у фудбалу 1949. године. Име је добио по улици у којој се налази. Капацитет стадиона је 24.584 (тренутно 21.880). Рекордна посета од 40.209 гледалаца је забележена 19. фебруара 1978. године на утакмици између ФК Васко да Гама и ФК Лондрина (0:2).